# Eurodachtha canigella
Eurodachtha canigella är en fjärilsart som beskrevs av Caradja 1920. Eurodachtha canigella ingår i släktet Eurodachtha och familjen Lecithoceridae. Inga underarter finns listade i Catalogue of Life.